# Hengelo (Gelderland)
De plaats Hengelo (Nedersaksisch: Hengel) is de hoofdplaats van de gemeente Bronckhorst in de Achterhoek, in de Nederlandse provincie Gelderland. Het dorp heeft 6.540 inwoners en moet niet worden verward met het veel grotere Hengelo in Overijssel.

## Woonwijken in Hengelo
Men kan Hengelo opsplitsen in zes wijken:
- de Oosterwijkse Vloed
- het Centrum
- de Heurne
- de Westerbuurt
- de Kamp Hengelo
- Meidoornstraat/Prunusstraat

### Buurtschappen en dorpen van de voormalige gemeente Hengelo
- Bekveld
- Dunsborg
- Keijenborg
- Varssel
- Veldhoek
- Noordink

## Geschiedenis
Hengelo is centrum van een landbouwgebied en werd al in het jaar 963 genoemd. Rond de Sint-Remigiuskerk ontstond een nederzetting op de grens van vruchtbare kleigebieden en wat armere zandgrond.
Tot 1 januari 2005 was Hengelo een zelfstandige gemeente (met 8500 inwoners in 2004), maar in het kader van een gemeentelijke herindeling is de gemeente Hengelo gefuseerd met de buurgemeenten Hummelo en Keppel, Steenderen, Vorden en Zelhem tot de gemeente Bronckhorst.
Om het dorp Hengelo leefbaar te houden heeft de gemeente Bronckhorst een ontwikkelingsplan opgesteld waarin diverse deelplannen zijn opgenomen. Zo zijn er verschillende nieuwbouwprojecten gerealiseerd in het centrum van het dorp. Daarnaast is de openbare ruimte opnieuw ingedeeld.

## Evenementen
- Motorraces: eens per jaar wordt een ronde van de ONK motorwegraces gereden op het stratencircuit de Varsselring.
- Dweilfestival: op de derde zondag in april vindt het Hengels Dweilfestival plaats. Tijdens dit festival spelen dweilorkesten uit heel Nederland in het centrum van Hengelo.
- Bar Gezellig: een tweedaags dorpsfeest (18+) in een grote spiegeltent op sportpark het Elderink.
- Winters Pleinenfeest: het Winters Pleinenfeest wordt in december georganiseerd en draagt elk jaar een ander thema. Vele standhouders komen naar Hengelo.
- Achterhoeks Klavertje Vier: een Achterhoekse Fietsvierdaagse die elke dag vanuit het centrum van Hengelo van start gaat.
- Rock in Roll Out: Rock in Roll out wordt gehouden op eerste Pinksterdag. In het centrum van Hengelo worden dan oude Amerikaanse auto's en motoren geshowd en er wordt rock-'n-rollmuziek gespeeld.
- Carnaval: sinds 2009 kent Hengelo carnavalsvereniging de Peardeknuppels. Het carnaval in Hengelo wordt gevierd in een grote feesttent in het weekend voorafgaand het traditionele carnaval.
- Kermis: de Hengelose kermis start op de tweede woensdag van de maand juli en wordt vervolgd op de daaropvolgende vrijdag, zaterdag en zondag. De kermis wordt in het centrum van Hengelo gehouden, rondom de Remigiuskerk. Op woensdag vindt de grote warenmarkt plaats, het vogelschieten vindt op zaterdagochtend plaats en op zondag is er een optocht.
- Paardensport: Hengelo staat in de wijde omtrek bekend als het Paardendorp vanwege de jaarlijkse paardenmarkt (tijdens de dorpskermis in juli) en de vele paardenwedstrijden die gehouden worden rondom het dorp, zoals springconcoursen, men-wedstrijden en toertochten met koetsen.

## Bouwwerken

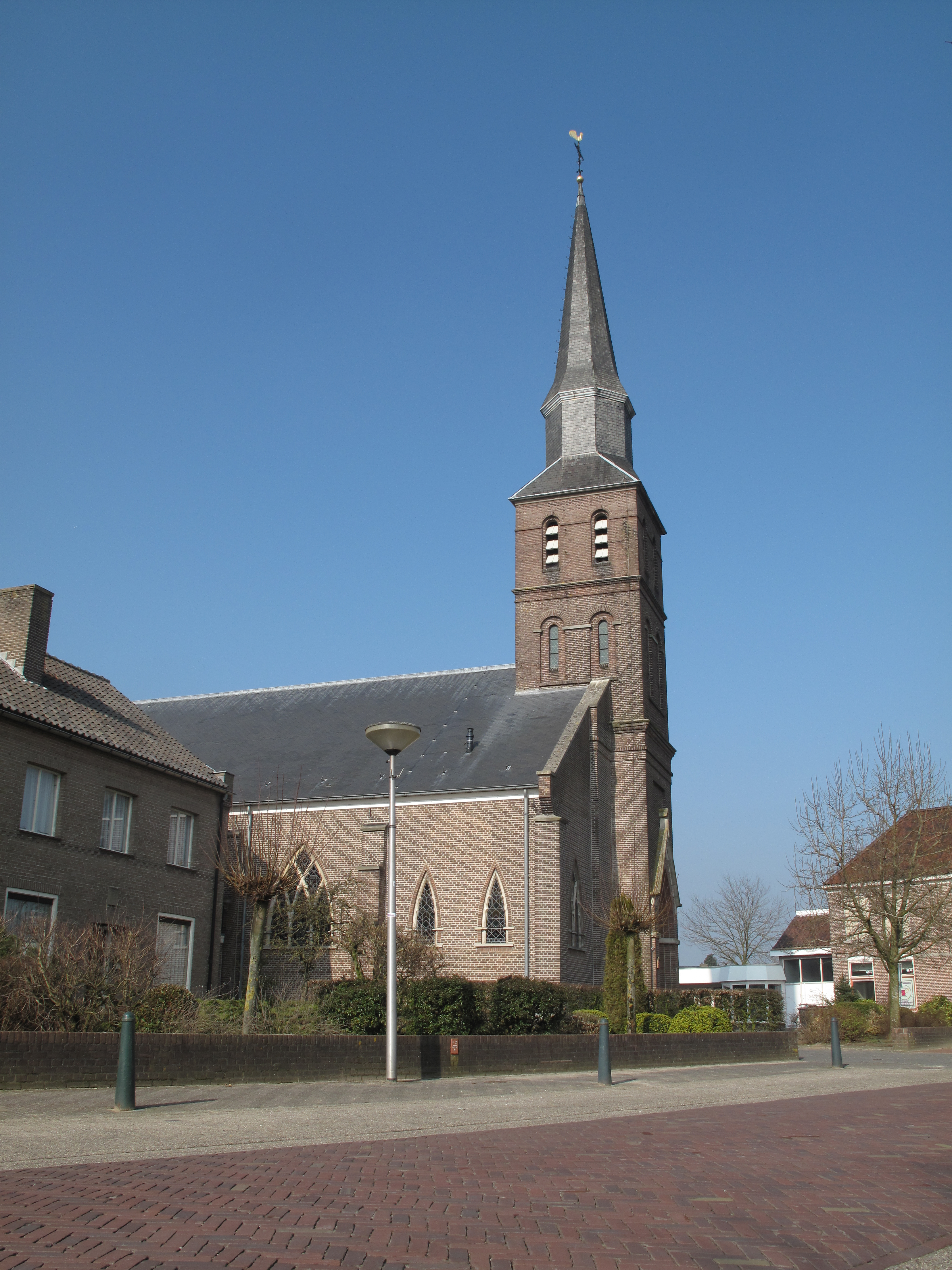
Hengelo, Sint Willibrorduskerk

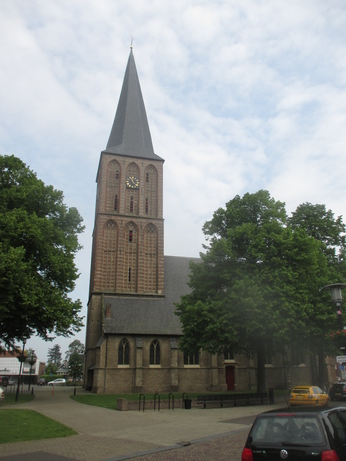
Remigiuskerk

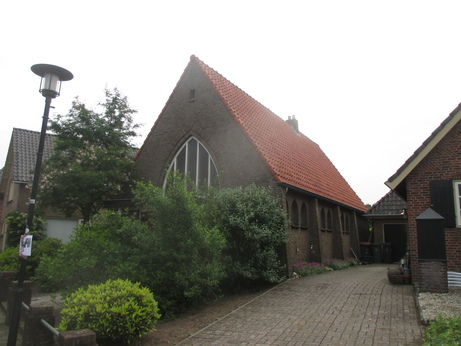
Vrijzinnig-protestantse kerk

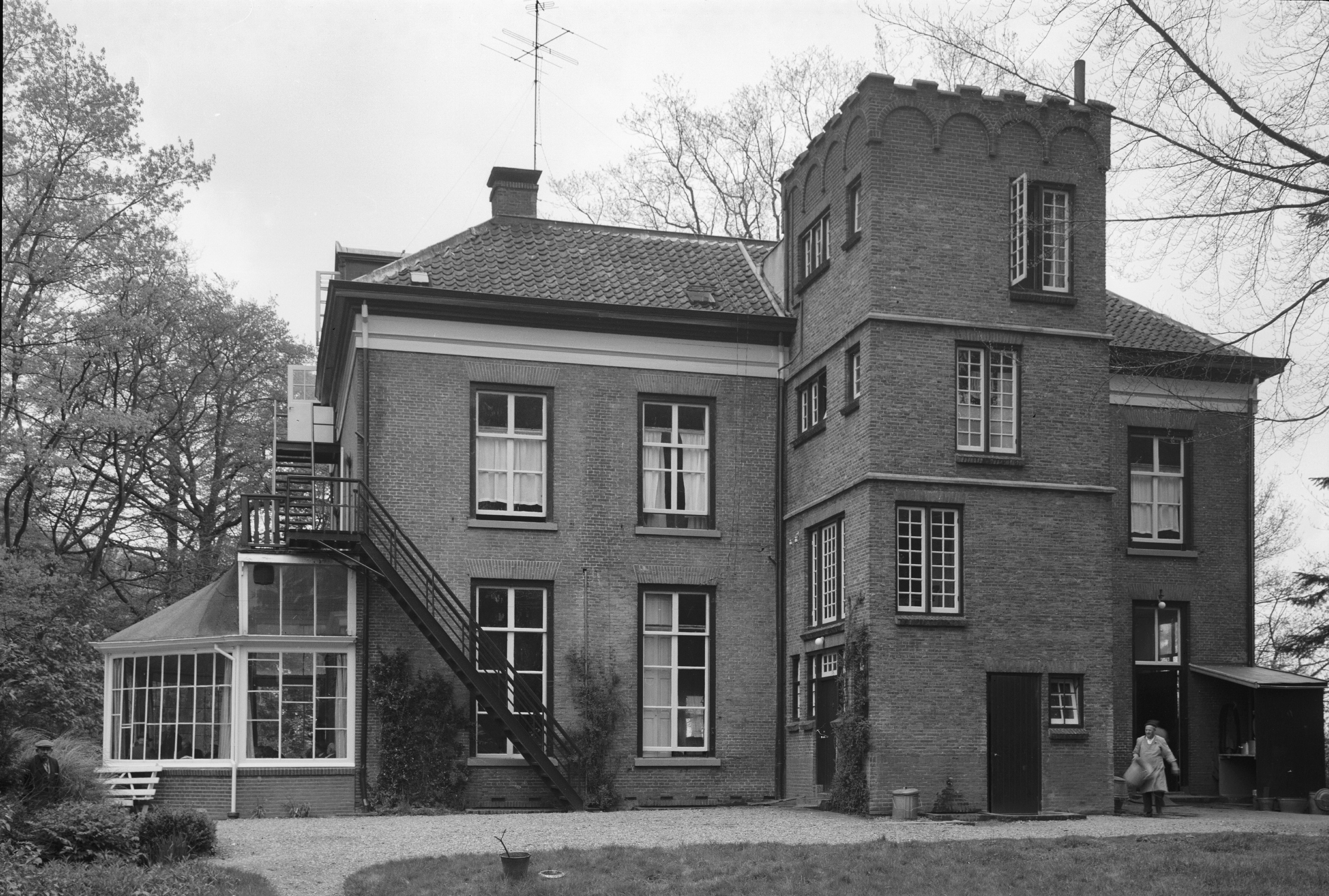
Rijksmonument 't Regelink", achterzijde. RCE, 1963

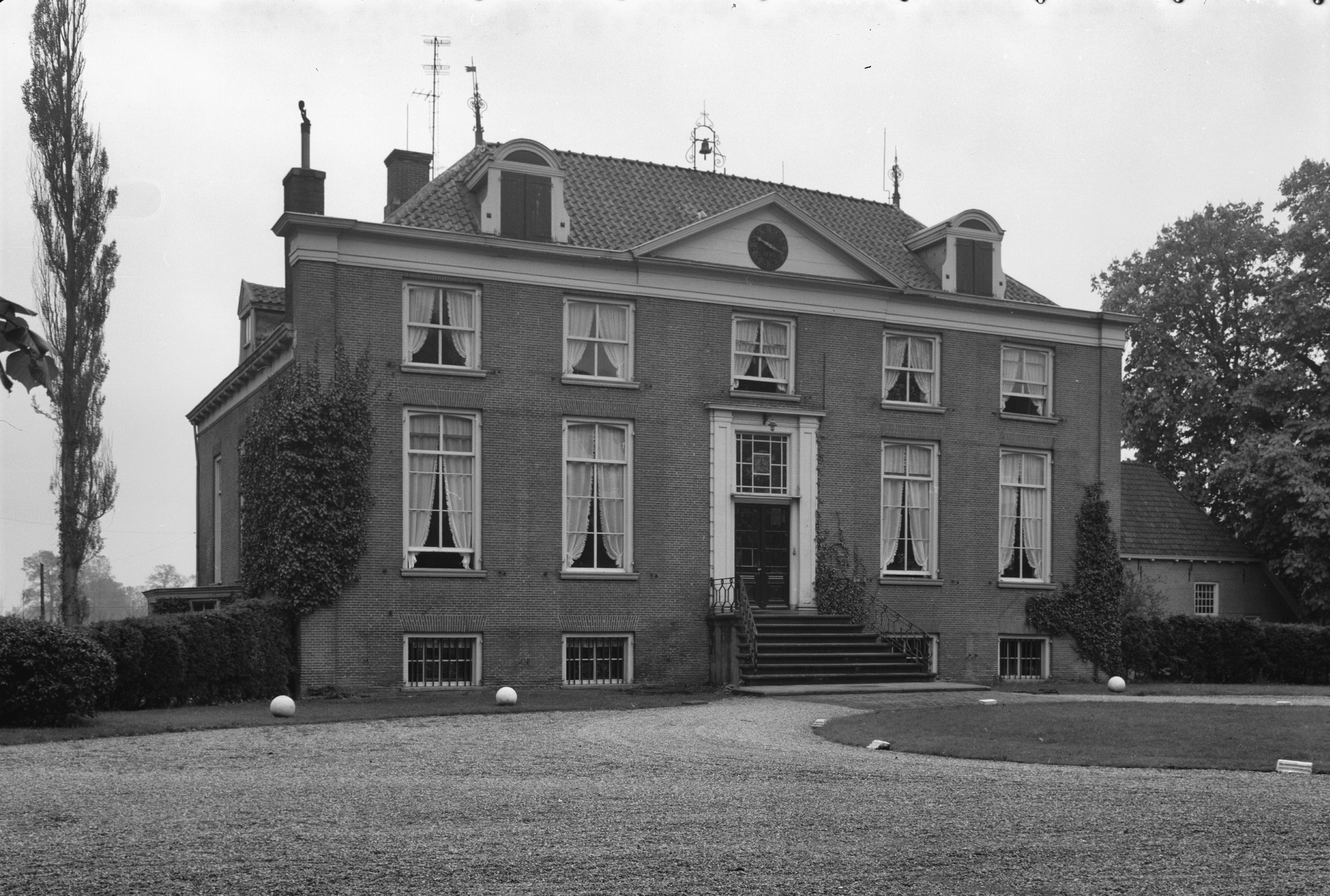
"'t Zelle", Rijksmonument. RCE, 1963.

#### Kerken
Hengelo telt drie kerken. De Nederlands Hervormde Remigiuskerk aan de Kerkstraat bevat 15e-eeuwse muurschilderingen. De rooms-katholieke Sint Willibrorduskerk is gelegen aan de Spalstraat. Verder is er een vrijzinnig-protestantse kerk aan de Banninkstraat.

#### Bleekhuisje
Het Bleekhuisje uit 1750 is bewaard gebleven. Het gebouwtje herinnert aan de tijd dat mensen uit de wijde omtrek hun was naar Hengelo lieten brengen om daar te bleken. Waarschijnlijk was de Hengelose Bleek zo in trek vanwege de kwaliteit van het water. Linnen was kostbaar en om het wasgoed te beschermen werd het 'Bleikhuusken' gebouwd, waar een wachter in zat om een oogje in het zeil te houden.

#### Gemeentehuis
Tegenover sportpark 't Elderink is het nieuwe gemeentehuis van de gemeente Bronckhorst gerealiseerd. Het gebouw is in januari 2010 in gebruik genomen en heeft ongeveer 20 miljoen euro gekost. Dit gemeentehuis is in 2012 uitgeroepen tot duurzaamste gemeentehuis van Nederland.

#### Synagoge
In het verleden was er een synagoge in Hengelo. De synagoge is in 1947 verkocht aan de gemeente Hengelo en na een paar jaar afgebroken. Op de plaats waar vroeger de synagoge stond, staat nu een monument ter nagedachtenis. De straatnaam Korte Hofstraat werd veranderd in Synagogestraat.

## Bekende Hengeloërs
- Agnes van den Brandeler, (Delft 1918 – Hengelo (Gelderland) 2003), kunstschilder, illustrator en boekbandontwerper
- Gerrit Wolsink (1947), motorcrosser
- René Notten (1949 - 1995), voetballer
- Annemarie Jorritsma (1950), politicus en bestuurder
- Peter van Onna (1966), componist
- Lion Kaak (1991), voetballer